# スマトリプタン
スマトリプタン(英語・ドイツ語：Sumatriptan、商品名はイミトレックス、イミグラン、イミグラン・リカバリー)は、スルホンアミド基を含むトリプタン製剤であり、片頭痛・群発頭痛の治療に用いられる。日本では、グラクソ・スミスクラインから商品名イミグランとして製造・販売される。

## 承認と市販
スマトリプタンは、市販された最初の（1991年）トリプタン製剤である。米国および他の大半の先進国では、医師の処方によってのみ入手することが可能である。英国では、「イミグラン・リカバリー (Imigran Recovery)」の商品名で、スマトリプタンの錠剤を薬局で購入することができるが、鼻腔内噴霧剤や注射剤は処方箋が入用である。スマトリプタンは、錠剤、注射用溶液、鼻腔からの吸入剤などのかたちで製剤化されている。
英国およびヨーロッパでの特許保護期間は2006年5月16日をもって消失した。追加保護証明SPC/GB93/07により延長。）米国では、グラクソ・スミスクラインが特許訴訟に持ち出すことで、米国での特許消失期限をかなり延長することに成功した。しかしながら、スマトリプタンの後発品の注射剤は、後発品メーカーによる示談によって、2008年8月に市場に導入されることになった。
2008年4月15日に、アメリカ食品医薬品局 (FDA)では、スマトリプタンと非ステロイド性抗炎症薬のナプロキセンとの合剤を承認した。これは米国で「トレキシメット (Treximet)の商品名で販売される。この合剤は、これらのどちらか一方の医薬品を単独で用いた場合よりも高い効果を示している。

## 作用機序
スマトリプタンは、セロトニン(5-HT)と構造が類似しており、セロトニン受容体（5-HT1D型及び5-HT1B型）に対するアゴニストである。セロトニンが特異的に結合する受容体が大脳動脈に存在している。頭痛の主要因は大脳動脈の拡張であると考えられているが、スマトリプタンは受容体に結合することでそれらの血管を収縮させるはたらきをもつ。スマトリプタンは三叉神経痛の痛みも緩和させることが示されており、それは群発頭痛への効能によって部分的にではあるが説明される。注射剤型のスマトリプタンは、群発頭痛の痛みを、症例の96%で15分以内に収めるとされる。

## 薬物動態

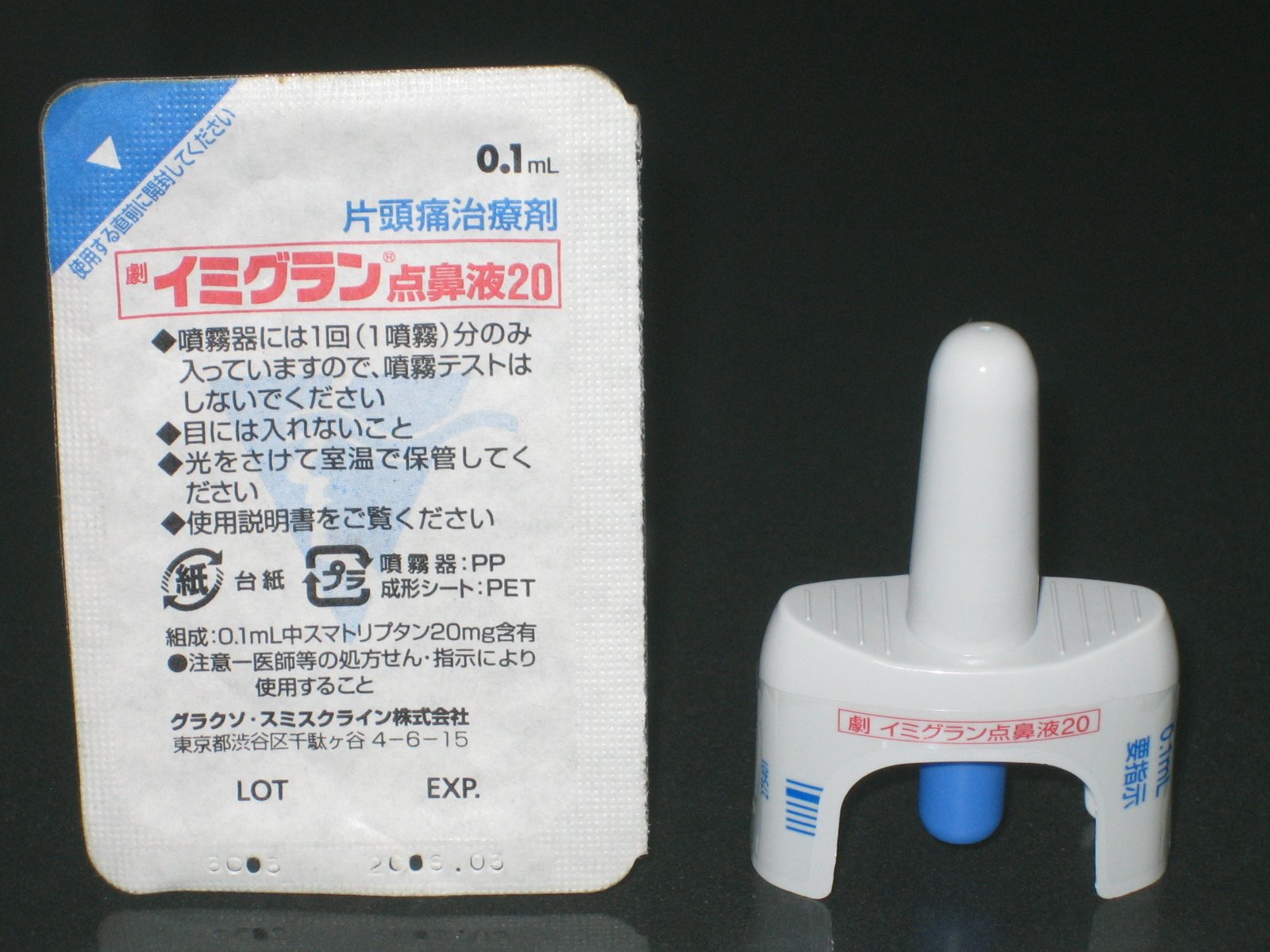
スマトリプタン製剤の例（イミグラン点鼻液）

スマトリプタンは、錠剤、皮下注射、ないし鼻腔噴霧剤として投与される。経口製剤（コハク酸塩として）は、バイオアベイラビリティに劣るという欠点がある。この理由のひとつは、薬物が全身循環に入る前に代謝を受けて分解してしまうためである。新型の速放錠は、バイオアベイラビリティは変わりがないが、最大血中濃度に達するのが平均して10-15分だけ早くなる。注射された場合、スマトリプタンの効果が現れるのは早い（一般に10分以内）が、効果の持続時間も短くなる。スマトリプタンの代謝は、まずモノアミンオキシダーゼAによってインドール酢酸誘導体に代謝され、さらにその一部はグルクロン酸抱合を受ける。これらの代謝物は、尿および胆汁に排出される。
スマトリプタンの血中濃度そのもの（薬物動態）と、抗偏頭痛作用（薬力学）との間には、シンプルで直接的な関係性が見出せない。この矛盾の謎は、服用した薬そのものの量よりもむしろ、スマトリプタンのさまざまな剤形による吸収の度合いを比較することで、ある程度まで解き明かされてきている。

## 使用時の注意

### 効能
スマトリプタン製剤は、前兆のあるなしにかかわらず、片頭痛の応急治療として使用する薬である。さらに注射剤は、群発頭痛の治療薬としても承認を受けている。

### 禁忌
連用によって薬物乱用頭痛を引き起こす。
スマトリプタンは、心筋梗塞、虚血性心疾患の疑い、冠状動脈攣縮（異型狭心症）、末梢血管障害、中程度から高度ないしコントロールされていない高血圧症の患者には使用してはならない。重篤な肝機能障害があることが分かっている場合や、一過性脳虚血発作の既往歴があるときもやはり、適用してはならない。
スマトリプタンは、麦角アルカロイドやその誘導体（エルゴタミン、ジヒドロエルゴタミンなど）と同時に服用してはならない。血管攣縮を起こす可能性が高いからである。また、モノアミンオキシダーゼ阻害薬（MAO阻害薬）を服用しているとスマトリプタンの分解が阻害されるため、MAO阻害薬の投与が終了してから少なくとも2週間空けた後にスマトリプタンの投与を開始すべきである。
スマトリプタンは、薬剤過敏症がある場合にも投与は禁じられる。スルホンアミドに対するアレルギーがあることが分かっている場合も、十分に注意して投与することが勧められる。

### 妊娠時および授乳期における投与
妊娠時の投与についての知見は、いまのところまだ不十分である。これまでの知見では、妊娠時に服用することで奇形の誕生の危険性が高まることは示されていない。ただし、ウサギを用いた動物実験では、スマトリプタンによる胎児に対する毒性作用が示されている。
スマトリプタンは母乳に移行する。乳児に対する危険性は、スマトリプタンを服用してから12時間のあいだに出る母乳を吸引し廃棄することで避けられる。

### 副作用
しばしば論議の的になることだが、スマトリプタンを使用することで、めったに起きないものの、狭心症に似た胸部の圧迫感や不快感が副作用として生じることがあり、これは冠状動脈の狭窄に帰される。しかし、動物実験では、薬剤の血中濃度が通常の何倍もの高さにならないと冠状動脈の狭窄が生じなかった。血圧の上昇傾向も、一部の患者では認められうる。
いちどに多量に服用すると、血液の色が黒緑色に変わることがある。これは「スルホヘモグロビン血症 (de:Sulfhämoglobinämie)」と呼ばれ、薬品に含まれる硫黄がヘモグロビンと結合することで生じる。平均的な体格の成人の場合、この血液の変色は1日に200mgを服用することで生じうる。 スマトリプタンの服用を中止すれば、症状は数週間中に戻る。

### 相互作用
データは限られているものの、スマトリプタンと同時に服用することで、麦角アルカロイドの副作用が増強する危険性がある。したがって、スマトリプタンはエルゴタミンと組み合わせて服用してはならない（「禁忌」の項を参照）。エルゴタミンを服用した場合、安全のためにその時点より少なくとも24時間を経てからスマトリプタンによる治療を始めることが求められる。逆の場合は少なくとも6時間空けることが必要である。
MAO阻害薬は、スマトリプタンと身体由来のセロトニンの分解を阻害し、これらの物質の作用と副作用とを増強する可能性がある。したがって、スマトリプタンとMAO阻害薬の同時服用は禁忌となっている。
事例としては少数だが、トリプタン系薬物とSSRI（選択的セロトニン再取り込み阻害薬）系統ないしSNRI（選択的セロトニンおよびノルアドレナリン再取り込み阻害薬）系統の抗うつ薬とを同時に服用することで、生命にかかわるような相互作用であるセロトニン症候群が生じる可能性がある。更に、神経系に過剰のセロトニンが蓄積され、その作用がスマトリプタンによって増強される。セロトニン症候群の症状には、不安、幻覚、落ち着きのなさ、心拍数の増加、血圧変動、体温の上昇、反射亢進、不快感、嘔吐、下痢などが含まれる。

## ジェネリック品
2008年11月6日に、米国の後発医薬品メーカー、パー・ファーマシューティカル (Par Pharmaceutical)は、イミトレックス・インジェクション（コハク酸スマトリプタンの注射剤）のジェネリック製品を、4mgと6mgのスターターキットおよび4mgと6mgの詰め替え用カートリッジのかたちで、まもなく市場販売すると宣言した。さらに同社は2009年の早い時期に6mgのバイアルを発売することも考えている。
マイランは、イミトレックス錠の25mg、50mg、100mg製剤のジェネリックの製造をFDAから承認されている。ヨーロッパ市場では、グラクソ・スミスクライン社の特許保護期限がこの分野では消失しているため、既に販売されているか、またはもうじき販売されることになっている。米国では2009年8月10日から販売されている。またインドの製薬会社ランバクシー (en:Ranbaxy)は、スマトリプタンのジェネリック錠を2008年12月から米国で販売している。
日本では、2012年12月に12社から50mg錠剤が発売された。このうち高田製薬からは50mg錠剤に加え50mg内用液も発売されている。

## その他の作用
無作為化比較臨床試験でスマトリプタンが高山病を予防するとの結果が得られている。